# Rafael Leónidas Trujillo
Rafael Leónidas Trujillo Molina (San Cristóbal; 24 de octubre de 1891-Ciudad Trujillo; 30 de mayo de 1961) fue un político, militar y dictador dominicano desde 1930 hasta su asesinato el 30 de mayo de 1961. Generalísimo del Ejército Dominicano, ejerció la presidencia del país de manera directa de 1930 a 1938 y de 1942 a 1952 y gobernó de forma indirecta de 1938 a 1942 y de 1952 a 1961, valiéndose de presidentes títeres.
Sus 31 años de gobierno son conocidos como la Era de Trujillo, y considerados como una de las tiranías más sangrientas que ha padecido ningún país de América Latina. Su gobierno se caracterizó por un anticomunismo extremo, la represión radical a toda oposición y al culto a la personalidad. Las libertades civiles fueron inexistentes y se cometían constantes violaciones a los derechos humanos. Sumergió el país en un estado de pánico y «respeto» artificial, donde una muerte podía ser encubierta como un «accidente», y cualquier persona que no estuviera de acuerdo con el régimen de Trujillo podía ser encarcelada y torturada en una de las cárceles clandestinas destinadas a esa práctica, y la mayoría de veces, terminaba muerta.
Por otro lado, la dictadura trujillista tuvo muchos aspectos positivos que muchas veces son ignorados, como el fin del caudillismo como fuente de inestabilidad política y un gran desarrollo económico del país, que consiguió pagar la deuda externa en 1947, lo cual marcó 13 años de independencia y cierta prosperidad. Hay que aclarar que este pago de la deuda fue un simple cambio de acreedor, que tomó prestado pesos para pagar dólares y este dinero local nunca lo pagó. En 1960, por su atentado contra el entonces presidente venezolano Rómulo Betancourt le impusieron sanciones internacionales. Durante su régimen, todas las instituciones del Estado dominicano fueron manipuladas para funcionar a favor de sus intereses, para lo cual, entre otras cosas, estableció un monopolio empresarial que le permitió acumular una gran fortuna personal.Se habla de un mejoramiento del orden público como un logro del dictador, pero eso es otro de los falsos logros del tirano. Los mecanismos represivos de control vía Ejército, Policía y servicios de inteligencia tenían el control de la ciudadanía, solo en base al terror. 
El régimen de Trujillo fue el responsable de la muerte de más de 50.000 personas, incluyendo los miles de haitianos asesinados en la llamada "Masacre del Perejil". Los estimados totales sobre el número de muertos en la masacre varían desde 5.000 hasta 30.000 asesinatos. Robert Crassweller menciona esos estimados y acota que «una cifra entre 15.000 y 20.000 sería razonable, aunque seguiría siendo una conjetura». También hubo víctimas de otras nacionalidades como cubanos, colombianos, venezolanos y españoles.
Como producto surgido de la Guardia Nacional, creada por los estadounidenses durante la primera ocupación del país en 1916, Trujillo prestó especial atención a las Fuerzas Armadas. El personal militar recibió generosa paga y beneficios bajo su gobierno, el Ejército se amplió numéricamente y se incrementaron los inventarios de equipos. Trujillo mantuvo el control del cuerpo de oficiales a través del miedo, el clientelismo y la frecuente «rotación de tareas».[cita requerida]
El régimen de Trujillo se desarrolló en una época fértil para los regímenes dictatoriales en América Latina, siendo contemporáneo con otros gobiernos similares dentro de la Cuenca del Caribe, aunque a decir de algunos autores, su dictadura se caracterizó por ser más descarada, brutal y eficiente que las demás a su alrededor. Paralelamente, Trujillo tuvo en contra varios gobiernos extranjeros opuestos a su dictadura, entre ellos los de Rómulo Betancourt de Venezuela, Juan José Arévalo en Guatemala, Ramón Grau San Martín en Cuba, Elie Lescot de Haití, y José Figueres Ferrer en Costa Rica.[cita requerida]

## Familia y primeros años
Rafael Leónidas Trujillo Molina nació en la ciudad de San Cristóbal el 24 de octubre de 1891. Hijo de José Trujillo Valdez, pequeño comerciante hijo del sargento grancanario José Trujillo Monagas, que llegó a Santo Domingo como integrante de las tropas españolas de refuerzo durante la Anexión, y de Altagracia Julia Molina Chevalier, más tarde conocida como Mamá Julia, hija de Pedro Molina Peña, campesino dominicano blanco de origen colonial, y de la maestra Luisa Erciná Chevalier, cuyos padres aunque oriundos de Haití eran predominantemente de origen francés: su padre, Justin Alexis Victor Turenne Carrié Blaise, era blanco, y su madre, Eleonore Juliette 'Diyetta' Chevallier Moreau, mulata.
La bisabuela de Trujillo, 'Diyetta' Chevalier, era hija de Louise Moreau y su esposo Bernard Chevallier L'Ouverture (tatarabuelo de Trujillo), un alto oficial haitiano que llegó con las tropas de la  ocupación haitiana de 1822 (de quien numerosas familias dominicanas descienden) y estableció su domicilio en San Cristóbal; el tatarabuelo de Trujillo era hijo del rico e influyente noble francés (y naturalizado haitiano) Jean Baptiste Chevallier, Marqués de Puilboreau (uno de los hombres más poderosos en Haití tras su independencia) y de su esposa Marie-Noëlle L'Ouverture, la hermana de  Toussaint L'Ouverture, el líder de la Revolución haitiana. La abuela de Trujillo heredó parte de la fortuna familiar de los Chevalier y mantuvo una larga disputa legal con los descendientes de unos venezolanos que se apropiaron de la Estancia San Gerónimo (una de las haciendas de los Chevalier) durante la Guerra de Independencia Dominicana; este litigio se resolvería en favor de la abuela de Trujillo cuando este accedió al poder. 
Trujillo, chozno de un marqués francés y nieto de un capitán español, hacía alarde de su alcurnia y abolengo de la nobleza de Francia y presumía de haber heredado sus cualidades militares de sus antepasados europeos.
Trujillo fue el tercero de once hijos. Sus hermanos fueron Virgilio, Flérida Marina, Rosa María Julieta, José "Petán" Arismendy, Amable "Pipi" Romero, Luisa Nieves, Julio Aníbal, Pedro Vetilio, Ofelia Japonesa y Héctor "Negro" Bienvenido Trujillo Molina. Trujillo tuvo asimismo hermanos por parte de padre. Todos sus hermanos varones con excepción de Amable Romeo fueron generales y coroneles del Ejército Dominicano. Bajo su dictadura, Héctor Bienvenido llegó a ser nombrado generalísimo en 1959.
La infancia de Trujillo pasó relativamente sin incidentes aunque su educación básica fue irregular y bastante limitada. En 1897, a sus 6 años fue inscrito en la escuela de Juan Hilario Meriño. Un año más tarde se trasladó al Colegio de Pablo Barinas, donde impartían clases algunos discípulos de Eugenio María de Hostos, y permaneció allí durante tres o cuatro años.
En 1907 a los 16 años de edad, Trujillo obtuvo un empleo como telegrafista, actividad que ejerció durante 3 años. Después, se dedicó junto a su hermano "Petán" al abigeato, a la falsificación de cheques y al robo postal. Por estos delitos fue declarado culpable y encarcelado algunos meses.[cita requerida]
En 1916, nuevamente se dedicó a actividades criminales y lideró a la banda de asaltantes llamada «la 42», temida por su violencia. Más tarde trabajó durante dos años en la industria azucarera como guarda campestre.[cita requerida]

### Formación militar

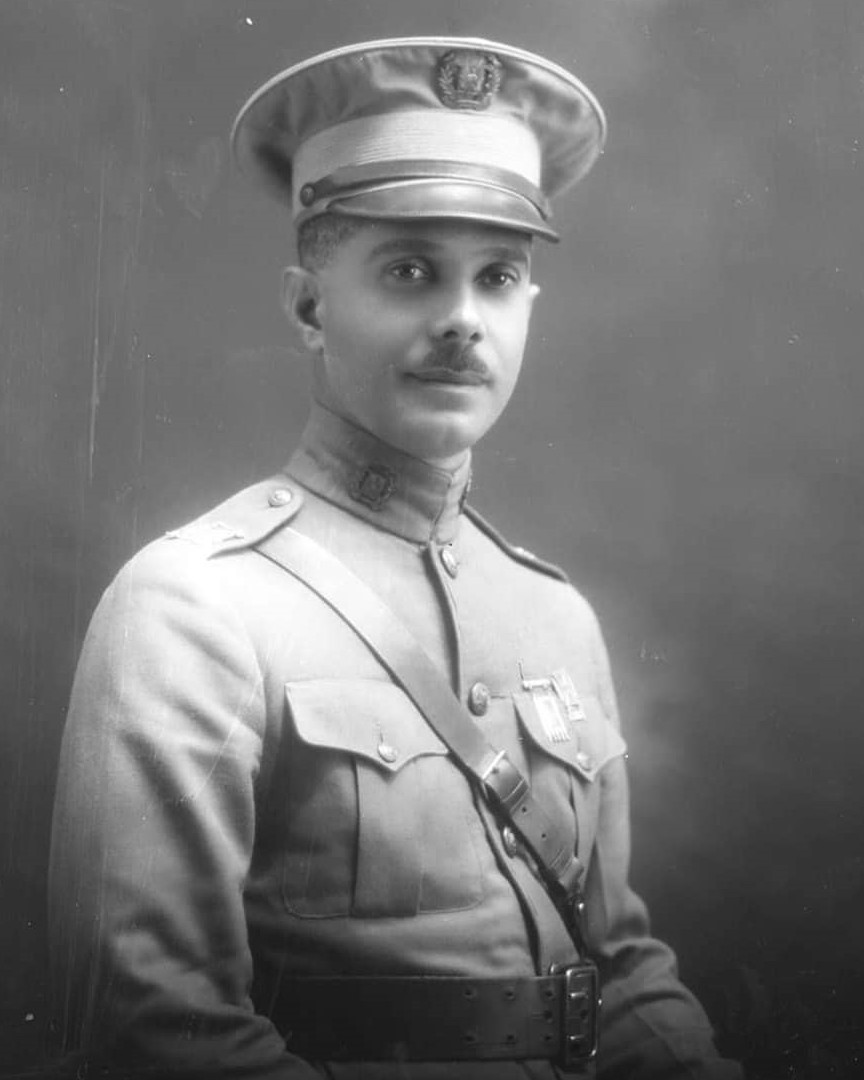
Trujillo en 1922.

En 1916, tras la intervención estadounidense, el ejército de ocupación pronto creó una «Guardia Nacional». En 1918 y viendo en ello una oportunidad, Trujillo se integró en la recién fundada institución militar y pronto fue promovido a segundo teniente. El 11 de enero de 1919, fue ascendido nuevamente y prestó juramento, convirtiéndose en el teniente número quince de los dieciséis que existían entonces en la Guardia Nacional.
En 1920, ya con el grado de teniente, fue sometido a un juicio militar por violación y extorsión a Isabel Guzmán, una menor de 16 años, pero fue exonerado de culpa. En 1921 ingresó en la Academia Militar fundada por el ejército de ocupación en Haina y el 22 de diciembre de ese mismo año fue designado para ocupar la jefatura de la guarnición de San Pedro de Macorís.
En 1922 fue trasladado al Cibao y, mientras se encontraba en San Francisco de Macorís, fue ascendido a capitán sin pasar por el grado de primer teniente, algo irregular en el escalafón militar, pero explicable debido a los servicios prestados por Trujillo al ocupante estadounidense. Este ascenso fue acompañado por la reorganización de la Guardia Nacional, la cual más tarde pasó a ser Policía Nacional Dominicana, de la que ocupó muy poco tiempo después el mando de la 10.ª Compañía.
En 1923, antes de su nombramiento como inspector del primer distrito militar, participó como estudiante en la Escuela de Oficiales del Departamento del Norte. En esta época, a pesar de su formación militar, comenzaron a manifestarse sus inclinaciones políticas. En su vertiginosa carrera en la milicia, llegó al grado de mayor y cuando las tropas de EE. UU. abandonaron el país en 1924, dejaron a Trujillo a cargo. En 1927 Trujillo se integró en la Brigada Nacional, institución creada para reemplazar la Guardia Nacional y ascendió al grado de general.

## Golpe de Estado a Vásquez y ascenso al poder
Con el triunfo de Horacio Vásquez en las elecciones que siguieron a la desocupación de las tropas estadounidenses en 1924, Trujillo permaneció al frente de la Policía Nacional. El 6 de diciembre de ese mismo año, el presidente Vásquez lo nombró teniente coronel y jefe del Estado Mayor.
En 1930, estalló en Santiago una insurrección contra el presidente Horacio Vásquez y los rebeldes marcharon hacia Santo Domingo. Trujillo recibió la orden de someter la rebelión, pero cuando los amotinados llegaron a la capital el 26 de febrero, no encontraron resistencia alguna. Enterado el presidente Vásquez de que uno de los ideólogos de la insurrección era el propio Trujillo, decidió renunciar como una salida negociada a la crisis a fin de evitar derramamiento de sangre. Vásquez fue enviado al exilio y el líder rebelde Rafael Estrella fue proclamado presidente interino.
Trujillo se convirtió en el candidato en las elecciones presidenciales de 1930 llevando a Estrella Ureña como vicepresidente. La candidatura opositora, representada por Federico Velásquez Hernández y Ángel Morales a la presidencia y vicepresidencia respectivamente, se retiró quedando la de Trujillo-Ureña como única opción.
La campaña electoral se realizó bajo un clima de terror provocado por Trujillo y su banda paramilitar La 42, dirigida por el mayor del ejército Miguel Ángel Paulin. Hasta los miembros de la Junta Central Electoral se vieron forzados a renunciar el 7 de mayo, siendo sustituidos por personas que respondían a la voluntad de Trujillo. El binomio Trujillo-Ureña ganó las elecciones el 16 de mayo, oficialmente con el 45 % de los votos. Más tarde se supo que solo el 25 % de los votantes acudieron a las urnas, lo que hizo pensar que fueron elecciones fraudulentas. El 24 de mayo de 1930 fueron proclamados oficialmente Trujillo y Ureña, presidente y vicepresidente del país, respectivamente. El 16 de agosto a la edad de 38 años, Trujillo asumió la presidencia de la República.

## Primer mandato (1930-1938)

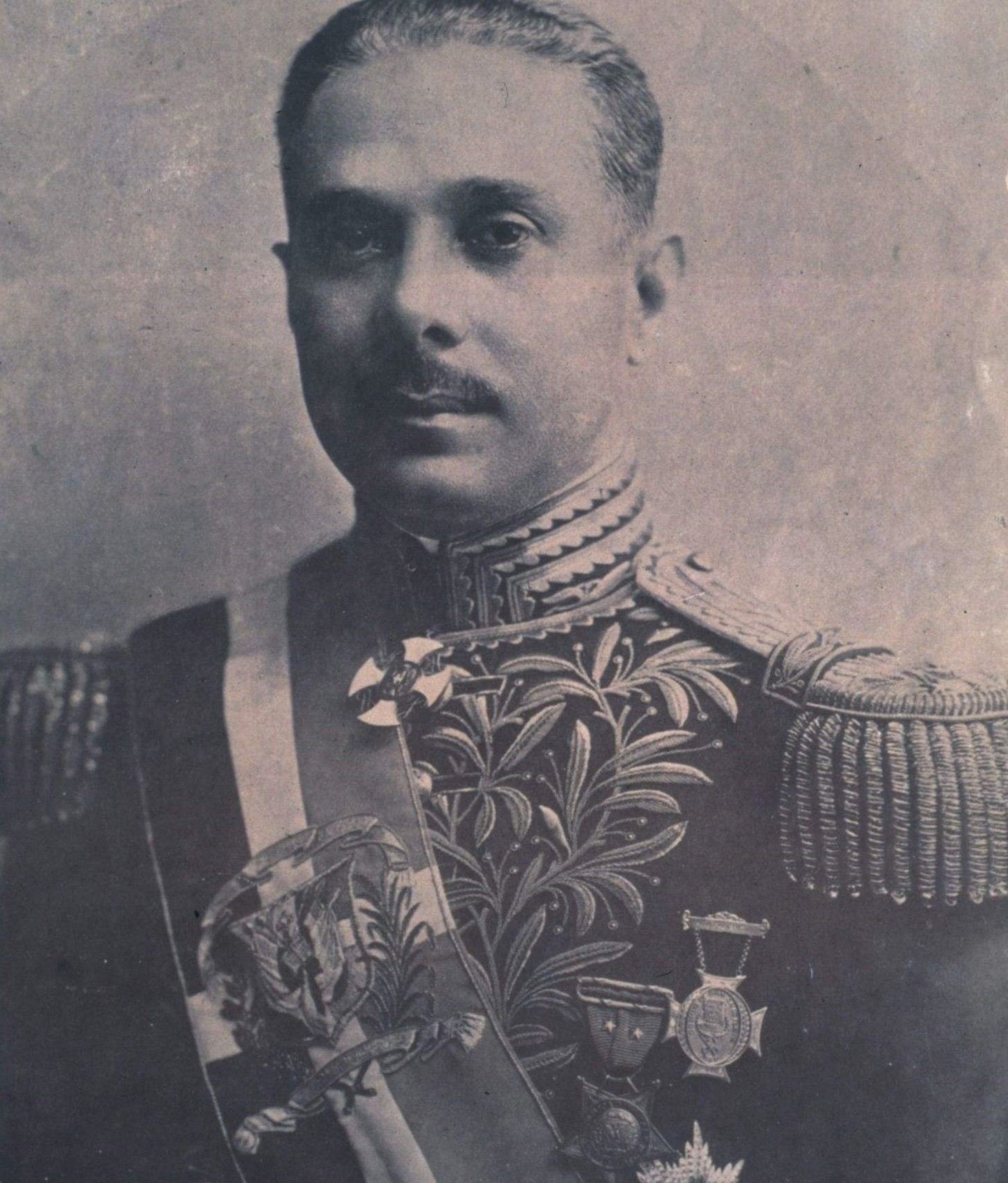
Trujillo en 1933.

El 3 de septiembre de 1930, a tres semanas de que Trujillo asumiera el poder, el destructivo huracán San Zenón golpeó Santo Domingo y dejó más de 3000 muertos. Con el dinero aportado por la Cruz Roja Americana, se reconstruyó la ciudad. En junio de ese mismo año, la oposición se organizó para derrocar a Trujillo, pero todo fue en vano y los promotores terminaron en el exilio. Entre los exiliados se encontraban Martín de Moya, Horacio Vásquez, Ángel Morales, Federico Velásquez, Alfredo Ricart, Cucho Álvarez Pina, Ángel María Soler, José Dolores Alfonseca, Luis F. Mejía, Leovigildo Cuello y Ramón de Lara.
En marzo de 1931 el general Desiderio Arias renunció al gabinete de Trujillo, quien al quedar sin oposición alguna, fortaleció su dictadura. En octubre Trujillo promulgó la ley de emergencias, mediante la cual el estado dominicano suspendió el pago por concepto de amortización de la deuda externa con los Estados Unidos. También redujo el gasto público con despidos masivos y reducción de sueldos. Además, disminuyó las importaciones y equilibró la balanza comercial.
El Partido Dominicano fue la maquinaria ideológica de soporte del régimen. Formado oficialmente el 16 de agosto de 1931, fue el único partido permitido durante el régimen, salvo contadas y coyunturales excepciones. Mario Fermín Cabral fue el principal auspiciador del Partido, que tenía por símbolo una palma. El carné de miembro del partido se convirtió en documento obligado para todos los dominicanos mayores de edad y necesario para la mayoría de las actividades cotidianas, como buscar empleo o salir del país. Ante el riesgo de posibles invasiones por parte de los exiliados políticos, Trujillo realizó un recorrido junto a su Estado Mayor por las diferentes provincias del país acompañado de militares del ejército nacional el 31 de diciembre de ese mismo año.
El 26 de mayo de 1933 fue nombrado «generalísimo de los Ejércitos Nacionales» por el Congreso Nacional.
En febrero de 1934 se celebró una convención para elegir a Trujillo nuevamente candidato a presidente por el partido dominicano. El 16 de mayo de ese año y sin ninguna oposición política se celebraron las elecciones nacionales con Trujillo como único candidato. El 16 de agosto asumió el poder por segunda ocasión consecutiva, esta vez llevando a Jacinto Bienvenido Peynado como vicepresidente.

### Gabinete de gobierno
| Secretario                 | Secretaría                                   |
| -------------------------- | -------------------------------------------- |
| Rafael Vidal Torres        | Secretaría de la Presidencia                 |
| Elías Brache (hijo)        | Justicia, Institución Pública y Bellas Artes |
| Roberto Despradel          | Secretaría de Finanzas                       |
| Antonio Jorge              | Secretaría de Marina y Guerra                |
| Jacinto Bienvenido Peynado | Secretaría de Interior y Policía             |
| Rafael César Tolentino     | Secretaría de Agricultura y Comercio         |
| José Manuel Jimenes        | Secretaría de Fomentos y Obras Públicas      |
| Teódulo Pina Chevalier     | Secretaría de Trabajo y Comunicaciones       |

### Genocidio de 1937: Matanza de haitianos
Trujillo siempre mostró preocupación por la inmigración haitiana a la República Dominicana y sobre la base de esto, desarrolló una política xenófoba en el país. Dicha política iba dirigida, por supuesto, a los habitantes del país vecino aunque también afectó a dominicanos de piel significativamente oscura. En octubre de 1933 viajó a Haití para reunirse con Sténio Vincent, presidente del vecino país en ese entonces. Trujillo le propuso a Vincent revisar el acuerdo anterior de 1929 con relación a los límites de la frontera domínico-haitiana. Vincent aceptó y en marzo de 1936 ambos presidentes firmaron un nuevo acuerdo que estableció nuevos límites en la frontera.
Desde el 28 de septiembre al 8 de octubre de 1937, Trujillo decidió el genocidio de miles de haitianos que vivían en la zona de la frontera dominicana con Haití en un evento conocido como la Masacre del Perejil o El Corte, donde tropas del ejército dominicano mataron, según estimados, entre 15 000 y 20 000 personas. Este hecho intentó ser justificado con el pretexto de eliminar infiltraciones conspirativas y como una represalia por la idea de que el gobierno haitiano cooperaba con un plan de exiliados dominicanos que buscaban derrocarlo desde la vecina nación.

## Segundo mandato (1942-1952)
En febrero de 1942 Trujillo fue nuevamente postulado a las elecciones de ese año por el Partido Dominicano y por el recién creado «Partido Trujillista». El 16 de mayo fueron celebradas las elecciones donde votaron casi 600 000 ciudadanos, saliendo electo Trujillo nueva vez como presidente.
En 1944, al cumplirse los 100 años de la fundación de la nación dominicana, Trujillo celebró un evento llamado «Las fiestas del centenario».

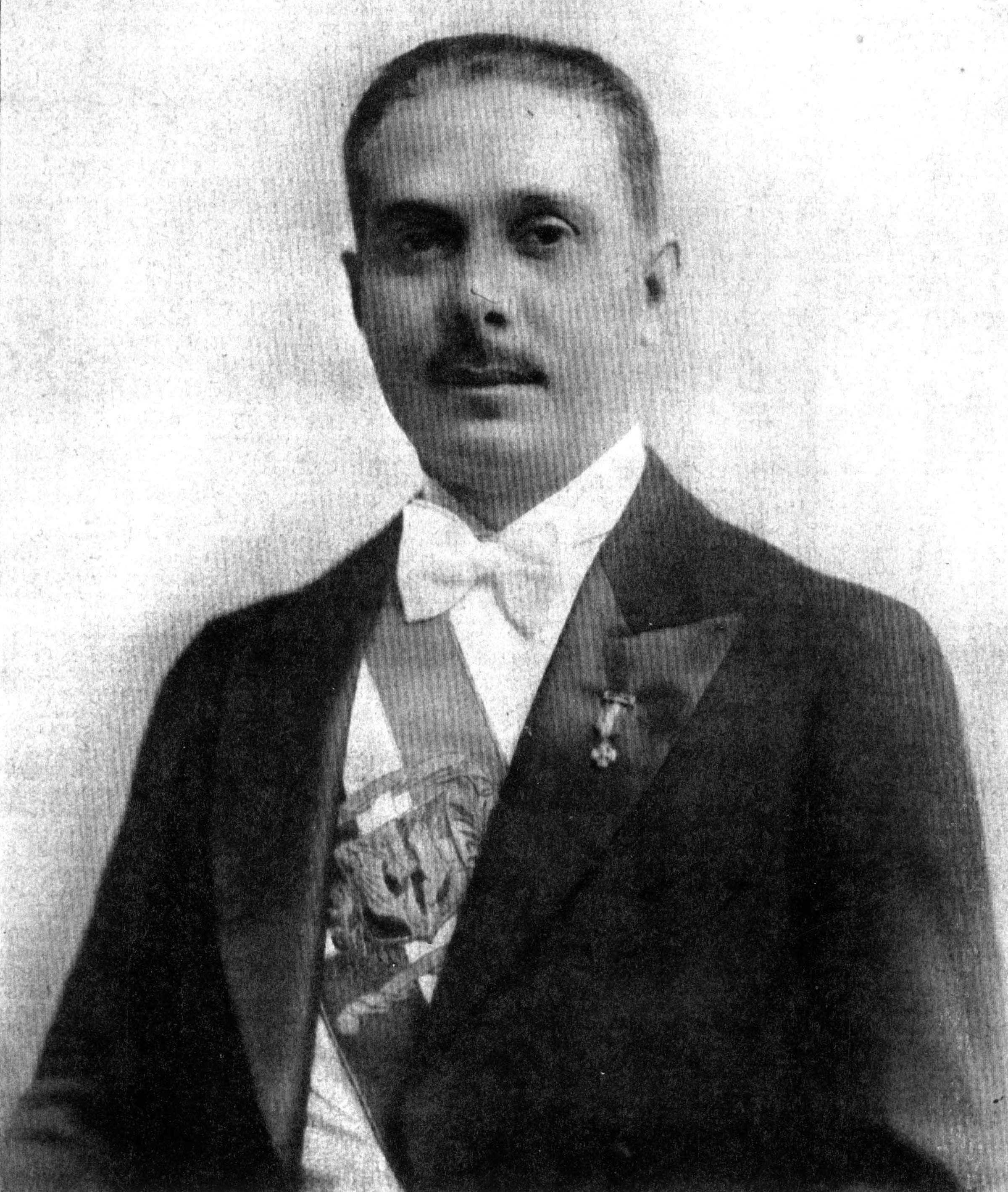
Trujillo en 1945.

El 4 de agosto de 1946 un fuerte terremoto azotó la región noreste del país. Este terremoto produjo un maremoto de 16 pies (5 m) de altitud en la costa de la Bahía Escocesa que causó la muerte de casi 2 mil personas.

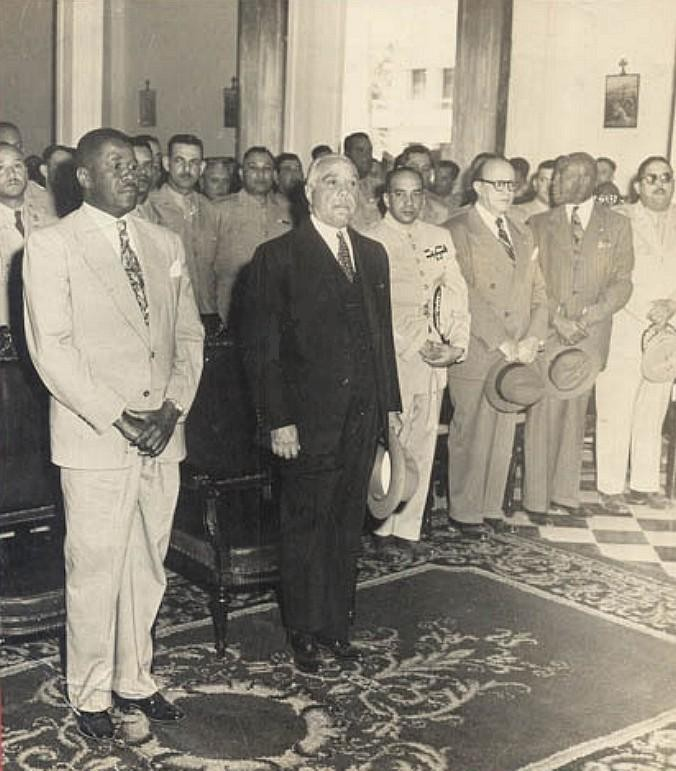
Trujillo (traje oscuro) recibiendo al recién elegido presidente haitiano Paul Magloire (izquierda) en Ciudad Trujillo (Santo Domingo) en febrero de 1951.

A finales de 1945 se agudizó el descontento en los ingenios azucareros debido a la inflación que hubo en la época agravada por los salarios que devengaban los obreros de baja cualificación. Contra aquellos que osaron quedarse en sus casas a manera de protesta, Trujillo ordenó al ejército la realización de redadas alegando el delito de vagancia. Los capturados fueron encarcelados y obligados a trabajar. Estas redadas abarcaron también a los que no poseían los documentos reglamentarios exigidos por el régimen, conocidos popularmente como «los 3 golpes».
En enero de 1946, la Federación Local del Trabajo, un grupo de manifestantes obreros fundado por el líder sindical Mauricio Báez hizo una huelga que duró más de una semana. Aunque la dictadura terminó cediendo a las peticiones de los demandantes, posteriormente algunos de sus dirigentes y participantes fueron perseguidos y asesinados, mientras que otros se vieron obligados a tomar el camino del exilio. Tiempo después Trujillo desintegró todos los sindicatos del país, obligándolos a pertenecer a una federación afín a él. En 1950 Mauricio Báez fue secuestrado en Cuba donde estaba exiliado y nunca más se supo su paradero.
En mayo de 1947 se celebraron nuevas elecciones, matizadas esta vez con fuertes críticas internacionales sobre el carácter dictatorial del gobierno, lo que obligó a Trujillo a montar una ficción democrática. En dichas elecciones participaron tres partidos políticos, el Partido Nacional Laborista, el Partido Nacional democrático y el Partido Dominicano, quienes llevaban de candidatos a Rafael A. Espaillat, Francisco Prats Ramírez y Rafael Trujillo, respectivamente. Trujillo terminó ganando el certamen con el 90 % de los votos.
En octubre de 1952 Trujillo creó el Instituto Trujilloniano con Manuel A. Peña Batlle como su presidente. La institución tenía como misión la difusión de la obra de gobierno de Trujillo.

## Política económica
Bajo los gobiernos de Trujillo se verificó un cierto bienestar económico. Su política económica se fundamentó en la eliminación del endeudamiento externo, la sustitución de importaciones y el fomento de la producción nacional.
El 15 de agosto de 1938 se inauguró el Puerto de Santo Domingo, lo que impulsó de manera significativa las actividades comerciales con el exterior.
El 25 de septiembre de 1940 se firmó el Tratado Trujillo-Hull, acuerdo mediante el cual se derogó la convención domínico-americana firmada en 1924 y se restableció el control absoluto de las aduanas por parte de las autoridades dominicanas.
En 1941 Trujillo compró la sucursal del National City Bank of New York en Santo Domingo y el 24 de octubre de ese mismo año fundó el Banco de Reservas. En 1947, fundó el Banco Central de la República Dominicana y el 10 de enero de ese mismo año quedó establecido el peso dominicano como moneda oficial, terminando de esa manera el uso del dólar estadounidense como moneda de curso legal en el país. El 19 de julio de ese año Trujillo saldó la deuda externa del país ascendente a 9 271 855 dólares americanos.[cita requerida]
Desde 1945 hasta 1950 el régimen de Trujillo propició un proceso de industrialización en el país, sobre todo en el ámbito agropecuario.

## Política migratoria
En 1938, en la Conferencia de Evian fue el único país dispuesto a aceptar una cantidad significativa de judíos franceses, con un convenio realizado entre Trujillo y empresarios judíos de la ciudad de Nueva York, donde acordaron el pago de alrededor de un millón de dólares. En 1940 llegaron a República Dominicana 750 judíos mediante un acuerdo firmado por Trujillo, que instituía la donación de 110 km² para los refugiados, que luego se asentaron en Sosúa. No obstante las intenciones del régimen dominicano, el número total de refugiados judíos no superó el millar.
En 1939 terminada la guerra civil española, se permitió la entrada al país de los exiliados del bando republicano. En 1952, Trujillo volvió a España para reunirse con su homólogo Francisco Franco. Este viaje buscó, entre otros asuntos, propiciar la inmigración de españoles a República Dominicana.
También fomentó la inmigración de agricultores japoneses a la zona de Constanza y Jarabacoa, después de la Segunda Guerra Mundial.

## Política medioambiental
El régimen de Trujillo amplió considerablemente el Vedado del Yaque, una reserva natural alrededor del río Yaque del Sur. En 1934 creó el primer parque nacional del país y estableció una agencia de guardia para proteger el sistema de parques. Así mismo, prohibió la tala de árboles de pino sin permiso. No obstante, detrás de esas actitudes ecologistas se dejó entrever la intención monopolista de beneficiar sus empresas privadas.
En la década de 1950 el régimen de Trujillo encargó un estudio sobre el potencial hidroeléctrico vía la creación de represas. La comisión llegó a la conclusión de que solo las vías navegables de bosques podrían soportar las presas hidroeléctricas.[cita requerida]La era de Trujillo significó un fuerte aumento de la deforestación y una pérdida masiva para los bosques nativos, que quedaron en manos de un pequeño grupo de grandes aserradores asociados con  el dictador, quienes devastaron millones de hectáreas de bosques diezmando la flora y fauna.
Después de su ajusticiamiento en 1961, la tala indiscriminada se reanudó en la República Dominicana. Los invasores quemaron los bosques para la agricultura y las empresas madereras talaron grandes superficies boscosas, hechos que terminaron reduciendo la potencial generación de energía hidroeléctrica en la República Dominicana. En 1967, el entonces presidente Joaquín Balaguer lanzó ataques militares contra la tala ilegal.

## Relaciones con la Iglesia
Desde su segundo año de gobierno, Trujillo procuró obtener el respaldo de la Iglesia católica y decretó varias medidas en favor de esta. Entre estas medidas estuvo el otorgamiento de subsidios por parte del gobierno. La iglesia correspondió estos favores y esto le mereció la Orden Hierosolimitana del Santo Sepulcro otorgada por el Arzobispo de Santo Domingo monseñor Adolfo Nouel en agosto de 1931.
Los inconvenientes de Trujillo con la Iglesia católica comenzaron en 1932, con el nombramiento del padre Rafael Castellanos Martínez en sustitución de monseñor Nouel, quien no se sometió a sus dictámenes. Trujillo, consideró la actitud del padre como un acto de rebeldía y retiró el subsidio a la Iglesia, a la vez que pidió a la Santa Sede la remoción de Castellanos y el retorno de Nouel, quien a su retorno fue nombrado de manera vitalicia.
El 15 de junio de 1954 Trujillo viajó a la Ciudad del Vaticano para firmar un Concordato con la Iglesia Católica, encabezada en esos momentos por el papa Pío XII, quien le otorgó al dictador la Gran Cruz de la Orden Piana. Este encuentro le garantizó a la Iglesia Católica tener privilegios por encima de otras iglesias.
El 31 de enero de 1960 todas las iglesias de República Dominicana se pusieron de acuerdo y mediante una carta pastoral mostraron su desacuerdo con el régimen. Trujillo respondió atacando mediáticamente a la Iglesia Católica y promoviendo protestas contra sus obispos.

## Presidentes títeres 1938-1942, 1952-1961
Debido a los problemas internacionales ocurridos en su período de gobierno 1934-1938, Trujillo decidió no presentarse a las elecciones y postuló como candidato a la presidencia a Jacinto Bienvenido Peynado. En las elecciones celebradas el 16 de mayo de 1938, Peynado llevó a Manuel de Jesús Troncoso de la Concha como vicepresidente y ganó con la totalidad de los votos emitidos. El 16 de agosto de ese mismo año Bienvenido Peynado tomó posesión como presidente del país, aunque falleció en 1940 durante su mandato y la presidencia fue asumida por el vicepresidente Troncoso.
El 16 de agosto de 1952 se juramentó quien sería su tercer presidente, su hermano Héctor Bienvenido Trujillo. Mientras, Trujillo, quien ostentaba el cargo de embajador dominicano ante la OEA, realizó varios viajes por América y Europa.
En 1957 se celebraron las elecciones presidenciales para el periodo 1957-1962 con Héctor Bienvenido Trujillo y Joaquín Balaguer como candidatos a la presidencia y vicepresidencia, respectivamente. Ante la gran presión internacional y en afán de aparentar cierta democracia, Trujillo hizo renunciar a su hermano Héctor Bienvenido en 1960. El 3 de agosto de ese mismo año tomó posesión Joaquín Balaguer en sustitución de Héctor Bienvenido. Este sería el último presidente del dictador.
Estos recursos fueron utilizados por Trujillo para engañar a los demás países y así mantener su dictadura con una falsa imagen de democracia a la vista de la comunidad internacional. Trujillo jamás dejó de gobernar efectivamente República Dominicana desde que asumió el poder en 1930.

## Servicio de Inteligencia Militar (SIM)
A finales de los años 1950, durante el régimen de Trujillo se creó una especie de policía secreta denominada Servicio de Inteligencia Militar (SIM) la cual tuvo como finalidad la represión política. La organización contó con varios agentes secretos y funcionarios de la dictadura con Johnny Abbes como jefe. Abbes se encargó en muchos casos de llevar a cabo las órdenes de represión y tortura de Trujillo, aunque muchos aseguran que a veces Abbes actuó por cuenta propia.
El SIM atemorizó a la población en general mediante la tortura y contó con varios lugares para llevarlas a cabo, como la Cárcel del 9 y la Cárcel de la 40.

## Trujillo y el mundo

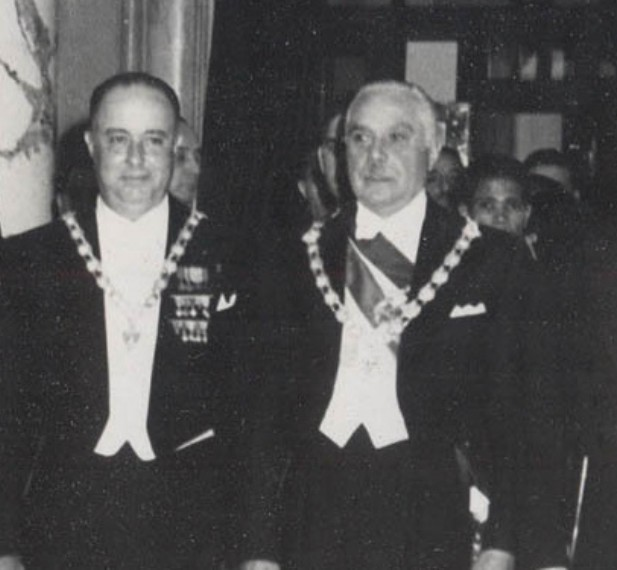
Trujillo y Somoza en 1952.

A pesar de ser un bastión del anticomunismo en el Caribe, tras ejecutar en 1937 una matanza a los civiles haitianos que se asentaban ilegalmente en la región fronteriza dominicana, la dictadura de Trujillo comenzó a padecer fricciones internacionales. Hamilton Fish, diputado de los Estados Unidos, pidió a su gobierno la ruptura de relaciones con la República Dominicana si no se resolvía el conflicto con Haití. El 31 de enero de 1938, Trujillo firmó un acuerdo con el gobierno haitiano mediante el cual se comprometía a una indemnización de 750 000 dólares por la matanza, de los cuales solo pago 550 000 dólares.
Durante la Segunda Guerra Mundial, Trujillo se colocó del lado de los Aliados y declaró la guerra a Alemania, Italia, y Japón el 11 de diciembre de 1941. Si bien la República Dominicana no tuvo participación militar directa, este hecho determinó que el país se convirtiera en uno de los miembros fundadores de las Naciones Unidas.
Trujillo alentó las relaciones diplomáticas y económicas con los EE. UU., pero mantuvo relaciones tensas con parte de América Latina, especialmente con Costa Rica y Venezuela. Mantuvo relaciones amistosas con Franco en España. A nivel internacional el régimen priorizó a través de la policía secreta atentados contra figuras opositoras preeminentes en el exterior, entre ellos el atentado al presidente venezolano Rómulo Betancourt, en 1960, y el secuestro del español Jesús Galíndez Suárez, en Estados Unidos, el 12 de marzo de 1956. También mantuvo fuertes lazos con la dictadura de Somoza que imperaba en Nicaragua.
En 1941, Élie Lescot, que había recibido el apoyo financiero de Trujillo, sucedió a Sténio Vincent como presidente de Haití. Trujillo esperaba que Lescot fuera un títere, pero Lescot se volvió en su contra. Trujillo, sin éxito, intentó asesinarlo en 1944, y el gobierno haitiano hizo eco del hecho con la finalidad de desacreditar al régimen dominicano.
Hacia el final de su gobierno, su relación con los Estados Unidos volvió a deteriorarse. [cita requerida]El 12 de marzo de 1956 por órdenes de la dictadura fue secuestrado el exiliado español Jesús de Galíndez, profesor de Columbia University y quien en ese entonces residía en Nueva York, representante del gobierno vasco en el exilio. Galíndez había escrito una tesis doctoral sobre la dictadura de Rafael Leónidas Trujillo y este, al enterarse, lo mandó secuestrar, haciéndolo desaparecer más tarde. Este hecho deterioró significativamente las relaciones entre ambos países, pero no fue hasta 1960 que EE.UU y la OEA rompieran definitivamente relaciones con Trujillo.
El 22 de diciembre de 1958, en la frontera domínico-haitiana entre Jimaní y Malpasse, Trujillo y François Duvalier firmaron un acuerdo de mutua protección. El acuerdo estableció, entre otras cosas, que ninguno de los dos gobiernos permitiría en sus respectivos territorios actividades subversivas en contra de alguno de ellos, ni que los exiliados políticos realizaran propaganda sistemática incitando al empleo de la violencia en contra de sus respectivos Estados.
Ese mismo año, cuando Trujillo se dio cuenta de que Fidel Castro estaba ganando terreno, empezó a apoyar al régimen dictatorial de Fulgencio Batista, proveyéndole de dinero, aviones, equipamiento y hombres. Trujillo, convencido de que Batista vencería a Castro, se sorprendió mucho cuando se presentó como un fugitivo, después de ser derrocado en enero de 1959. Trujillo mantuvo a Batista hasta agosto de ese mismo año como un «prisionero virtual» y luego del pago de una cantidad estimada entre tres y cuatro millones de dólares, Batista finalmente pudo viajar a Portugal, país que le había concedido un visado. 
El dictador fue utilizado por el gobierno estadounidense para intentar derrocar al entonces naciente gobierno revolucionario de Fidel Castro. Por su parte, Castro amenazó con derrocar a Trujillo, y este respondió aumentando el presupuesto para la defensa nacional. También, se organizó una legión extranjera para defender a Haití, ante la posibilidad de que Castro invadiera primero la parte oeste de la isla [cita requerida]para derrocar el régimen de François Duvalier.

### Intento de asesinato de Rómulo Betancourt
A partir de 1959, Trujillo comenzó a interferir cada vez más en los asuntos internos de otros países vecinos. Trujillo expresó un gran desprecio por el presidente de Venezuela Rómulo Betancourt, quien era un abierto oponente del dictador que había estado asociado con los conspiradores dominicanos.
Trujillo desarrolló un odio obsesivo y personal hacia Betancourt y apoyó numerosos planes de los exiliados venezolanos para derrocarlo. Debido a esto, el gobierno venezolano llevó el caso en contra de Trujillo a la Organización de Estados Americanos (OEA). Esta situación enfureció a Trujillo, quien ordenó a sus agentes extranjeros colocar una bomba en el coche de Betancourt. El intento de asesinato, llevado a cabo el 24 de junio de 1960, hirió pero no mató al presidente venezolano cuando se dirigía a un desfile militar en el paseo Los Próceres de Caracas.
El atentado contra Betancourt puso a la opinión mundial contra Trujillo. Indignados, los miembros de la OEA aprobaron por unanimidad romper relaciones diplomáticas con el gobierno de Trujillo e imponer sanciones económicas a la República Dominicana. La relación con el dictador se había convertido en una vergüenza para los Estados Unidos y las relaciones diplomáticas se rompieron de manera irreconciliables después del incidente de Betancourt.

## Intentos de derrocamiento
Los exiliados dominicanos celebraron un congreso en la Universidad de La Habana y conformaron el llamado «Frente Unido de la Liberación Dominicana» con Ángel Morales como presidente. Su principal móvil fue gestionar ayuda militar ante los gobiernos democráticos de América Latina y el Caribe para utilizarla contra la dictadura de Trujillo. Entre los miembros figuraba el cuentista y político dominicano Juan Bosch, quien asumió las gestiones internacionales y viajó a varios países para reunirse con sus respectivos presidentes.
El 21 de septiembre de 1947 el grupo de dominicanos en el exilio, junto a un batallón voluntario de militares armados procedentes de Cuba y otros países de América Latina, partieron hacia Santo Domingo en un movimiento militar llamado Expedición de Cayo Confites. La expedición fracasó; los expedicionarios fueron obligados a desembarcar, para luego ser apresados y llevados al recinto militar de Columbia, ubicado en La Habana.
El 19 de junio de 1949 se realizó un segundo intento fallido para derrocar al régimen trujillista, terminando los expedicionarios apresados o carbonizados en un contraataque del ejército dominicano.
El 14 de junio de 1959, varios hombres armados comandados por Enrique Jiménez Moya aterrizaron en Constanza con la finalidad de derrocar a Trujillo. Días más tarde, el 20 de junio, desembarcaron en Maimón unos 144 hombres dirigidos por José Horacio Rodríguez en la provincia de Puerto Plata, quienes llegaron en una lancha llamada «Carmen Elsa». Luego de varios días de combate en contra del régimen, los expedicionarios fueron derrotados y trasladados a la Base Aérea de San Isidro, donde fueron torturados. Algunos sobrevivieron, pero luego la mayoría fueron fusilados. 
Ese mismo año se formó en el país un grupo político de izquierda llamado Movimiento 14 de junio, compuesto por jóvenes que procuraban un cambio hacia la democratización del país. El movimiento contó con Manolo Tavárez Justo y su esposa Minerva Mirabal como líderes. El régimen de Trujillo se ensañó contra la mayoría de los miembros del grupo y el SIM se encargó de perseguir, encarcelar y torturar a sus miembros.

## Declive de la dictadura
El dictador se había convertido en una vergüenza para los Estados Unidos, situación que se fue haciendo cada vez más tensa a raíz del atentado contra Rómulo Betancourt.
El asesinato de las tres Hermanas Mirabal —Patria, Minerva y María Teresa, tres importantes opositoras al trujillismo el 25 de noviembre de 1960 agudizó aún más el descontento del pueblo dominicano hacia el régimen. Ya para inicios de 1961, con una aguda crisis económica dejando al país en quiebra, Trujillo se encontró solo y con una creciente amenaza de su derrocamiento o asesinato por encima, pero este simplemente no quiso renunciar al poder. Cuando John F. Kennedy tomó posesión como presidente de los Estados Unidos el 20 de enero de 1961, ya los planes de la CIA para derrocar a Trujillo estaban en marcha. A pesar de eso, el presidente Kennedy envió al diplomático Robert D. Murphy para que se entrevistara con Trujillo y lo persuadiera de que se retirase del poder. Murphy llegó a Santo Domingo el 15 de abril de 1961, siendo el cuarto y último emisario del gobierno estadounidense que trató de convencer a Trujillo para que se retirara del poder, planteamiento que fue ignorado por el dictador. 
Para el complot del 30 de mayo, el gobierno de los Estados Unidos ofreció su apoyo en armas y logística a quienes buscaban poner fin a la dictadura, pero no mantuvo su apoyo luego del magnicidio del tirano. Si bien el plan puso fin a la vida de Trujillo, también supuso la muerte de casi todos los involucrados, al quedar aislados sin apoyo internacional.

## Asesinato
El martes 30 de mayo de 1961, a las 9:45 de la noche, en el kilómetro 9 de la carretera de Santo Domingo a San Cristóbal, el auto en el que viajaba Trujillo fue ametrallado en una emboscada urdida por Modesto Díaz, Salvador Estrella Sadhalá, Antonio de la Maza, Amado García Guerrero, Manuel «Tunti» Cáceres Michel, Juan Tomás Díaz, Roberto Pastoriza, Luis Amiama Tió, Antonio Imbert Barrera, Pedro Livio Cedeño y Huáscar Tejeda. El vehículo recibió más de 60 impactos de bala de diversos calibres, de los cuales siete impactaron el cuerpo del dictador causándole la muerte. Su chófer, Zacarías de la Cruz, recibió varios impactos, pero no perdió la vida, aunque fue dado por muerto por los ajusticiadores.
Las armas proporcionadas por la CIA habían sido ocultadas por el estadounidense Simon Thomas Stocker «Wimpy», como también se le conocía, propietario del único supermercado del país y residente en la República desde 1942, fue contactado por la CIA bajo el nombre en clave de «Héctor». Stocker rehusó la remuneración de la CIA por sus esfuerzos, aduciendo su convicción moral. Las armas fueron ocultadas más de dos meses, a riesgo personal y de su familia, dentro de un armario pequeño en su estudio, en su residencia privada, hoy ya demolida y que estuvo ubicada en un solar en el lado sur de la avenida Independencia, próximo a la avenida Máximo Gómez.
Algunos afirmaron que dichas armas nunca llegaron a las manos de los organizadores del ajusticiamiento, debido a la supuesta falta de una autorización explícita de la CIA para su entrega. Esta opinión fue contradicha por testimonios de viva voz, comunicados por Stocker a familiares y personas de confianza, afirmando que las armas fueron entregadas por él a un dominicano, después de haberlas ocultado en su propiedad, según su relato. No obstante, esa versión fue negada por el único sobreviviente del ajusticiamiento, el general Imbert Barrera.
Algunos analistas mencionan que el interés de Estados Unidos en acabar con Trujillo se debió a que la represión de su gobierno podría desembocar en una revolución filocomunista en República Dominicana, similar a la Revolución cubana, que fue una consecuencia del rechazo del pueblo cubano al dictador Fulgencio Batista.
La familia de Trujillo trató de huir con el cuerpo del dictador en su yate «Angelita», pero no fue posible. Su funeral, realizado el 2 de junio del mismo año, fue el de todo un estadista y una larga procesión lo acompañó desde el Palacio Nacional hasta la localidad de San Cristóbal, donde fue enterrado. Miles de personas de todos los estratos sociales desfilaron ante el féretro con los restos de Trujillo. El entonces presidente Joaquín Balaguer dio el discurso laudatorio, diciendo, entre otras cosas: 

... El momento es pues propicio para que juremos sobre estas reliquias amadas que defenderemos su memoria y que seremos fieles a sus consignas manteniendo la unidad. Querido jefe, hasta luego. Tus hijos espirituales, veteranos de las campañas que libraste durante más de 30 años, miraremos hacia tu sepulcro como un símbolo enhiesto y no omitiremos medios para impedir que se extinga la llama que tú encendiste en los altares de la República y en el alma de todos los dominicanos.

Después de esto, ante la presión popular, la familia Trujillo salió del país y Ramfis Trujillo tuvo que sacar el cuerpo de su padre. Trujillo fue enterrado en París, en el Cementerio del Père-Lachaise, a petición de sus familiares.
En 2009 se generó una controversia en la República Dominicana. En ocasión del 48.º aniversario de su muerte, se planteó el traslado de los restos de Trujillo a la República Dominicana, para ser enterrados junto a los héroes nacionales. Esta idea generó rechazo de algunos escritores.
Actualmente los restos de Trujillo se encuentran en el Cementerio de Mingorrubio del pequeño barrio de El Pardo, en la ciudad de Madrid en España, enterrado en un panteón junto a su familia.

### Represalias y caída del régimen
Horas después de la muerte de Trujillo, su hijo Ramfis, quien se encontraba en París, alquiló un avión y regresó a Santo Domingo en las primeras horas del miércoles 31 de mayo, poniéndose de inmediato al frente de la situación y convirtiéndose en el hombre fuerte del país, no obstante el hecho de que Joaquín Balaguer seguía formalmente al frente de la presidencia.
El Servicio de Inteligencia Militar (SIM) y todos los servicios de seguridad del Estado realizaron amplias redadas en todos los sectores de la ciudad, buscando a los asesinos. El 2 de junio de 1961, agentes del SIM irrumpieron en la casa del teniente Amado García Guerrero, quien fue asesinado de varios disparos de ametralladora. El 4 de junio de ese mismo año fueron asesinados otros dos implicados, Juan Tomás Díaz y Antonio de la Maza. El 10 de junio fue apresado y torturado el general José René Román Fernández (alias "Pupo") quien fungía como secretario de las Fuerzas Armadas, al conocerse su vinculación al complot. Pupo fue fusilado por órdenes de Ramfis 4 meses después el 12 de octubre de 1961. El 18 de noviembre fueron capturados Roberto Rafael Pastoriza Neret, Pedro Livio Cedeño Herrera, Luis Salvador Estrella Sadhalá, Modesto Díaz Quezada, Huáscar Antonio Tejeda Pimentel y Luis Manuel «Tunti» Cáceres Michel. Todos fueron llevados a la «Hacienda María» en San Cristóbal, siendo fusilados por órdenes de Ramfis Trujillo.
El 19 de noviembre de 1961 se produjo un levantamiento militar conocido como La Rebelión de los Pilotos, en donde los rebeldes bombardearon y atacaron posiciones militares trujillistas, principalmente la Base Aérea de San Isidro. Al mismo tiempo, Ramfis y los hermanos de Trujillo ejecutaron "Operación Luz Verde", un golpe de Estado contra el presidente Balaguer en donde él y líderes de la oposición serían fusilados y los Trujillo tomarían control absoluto del país para mantener el régimen vivo. Los rebeldes lograron tomar la base aérea, y su rebelión fue un éxito, mientras que el golpe trujillista fracasó, y los Trujillo fueron forzados a huir del país.

## Transición posdictadura
Después de varios intentos de los familiares de Trujillo por mantener el poder y del golpe de Estado que derrocó al presidente Joaquín Balaguer, protagonizado por el comandante de la fuerza aérea, general Pedro Rodríguez Echavarría, un consejo de Estado puso en marcha una apertura política que culminó con la celebración de elecciones libres el 20 de diciembre de 1962. Estas elecciones fueron las primeras con características de pluralidad democrática y donde los partidos políticos pasaron a representar un papel significativo.
Los comicios dieron la victoria a Juan Bosch, candidato presidencial por el Partido Revolucionario Dominicano con el 59,5 % de los votos escrutados.

## Legado
Trujillo reorganizó el Estado y la economía a la vez que realizó una vasta labor de construcción de grandes obras de infraestructura en la República Dominicana. Su dictadura terminó con la inestabilidad política fruto del caudillismo arrastrado desde el siglo XIX, lo cual se reflejó en una cierta prosperidad y modernidad para los dominicanos, aunque gran parte de la riqueza generada en el país durante ese período terminó en las manos del dictador y sus familiares. Este desarrollo económico relativo se verificó aparejado con la restricción de los derechos y libertades civiles que fueron prácticamente inexistentes durante todo su régimen.
Fue conocido popularmente como "El Jefe" o "El Benefactor", pero también con apodos menos "elegantes" como "Chapita", por su fascinación por las medallas. Los niños dominicanos lo emulaban construyendo medallas de juguete con tapas de botella. También fue conocido como "El Chivo".
En septiembre de 2010 fue enviado un proyecto de ley a la cámara de diputados de la República por el diputado Leivin Guerrero del Partido Revolucionario Dominicano, el cual propuso la creación de un museo en San Cristóbal relacionado con la «Era de Trujillo». Varios historiadores dominicanos se opusieron a la propuesta. Este proyecto generó un profundo rechazo y fue descartado.
El 29 de mayo de 2011 se inauguró el Museo Memorial de la Resistencia Dominicana, donde se presenta una muestra de elementos de la "Era de Trujillo" y los esfuerzos del pueblo dominicano para erradicarla.

## Vida personal

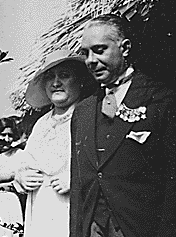
Trujillo con su segunda esposa Bienvenida Ricardo en 1934.

El 13 de agosto de 1913 a la edad de 21 años, Trujillo se casó con Aminta Ledesma Lachapelle, una joven de buena reputación, hija de un campesino proveniente de San Cristóbal. Tuvieron dos hijas: Julia Genoveva, que nació y murió en 1914, y Flor de Oro Trujillo Ledesma, nacida en 1915 y que en 1932 se casó con Porfirio Rubirosa. El matrimonio terminó en divorcio en 1938.
El 30 de marzo de 1927, se casó con Bienvenida Ricardo Martínez, una joven de Monte Cristi, hija de Buenaventura Ricardo Heureaux (primo de Ulises Heureaux Lebert y tío de Joaquín Balaguer Ricardo). Un año más tarde conoció a María de los Ángeles Martínez Alba, conocida como «la Españolita» y tuvo un romance extramarital con ella. De esta relación nació Rafael Leónidas (Ramfis), el 5 de junio de 1929. Según una publicación de Jesús de Galíndez, Ramfis no era hijo de Trujillo, sino de un cubano llamado Rafael Dominici con quien María Martínez estaba casada en el momento que este nació. La publicación nunca se desmintió quedando todo como un misterio.
Se divorció de Bienvenida Ricardo en 1935, alegando que esta no podía darle hijos. Más tarde, en 1936, procreó con Bienvenida a Odette. Tuvo dos hijos más con María Martínez; Angelita Trujillo nacida en París el 10 de junio de 1939, y Rhadamés Leónidas Trujillo, nacido el 1 de diciembre de 1942. Ramfis y Rhadamés fueron nombres tomados de personajes de la ópera Aida de Giuseppe Verdi.
En 1937, Trujillo conoció a Lina Lovatón Pittaluga, una joven de la clase alta con quien mantuvo una relación extramarital y con la que procreó dos hijos: Yolanda, nacida en 1939, y Rafael, nacido el 20 de junio de 1943.
A pesar de no ser aficionado al béisbol, Trujillo utilizó el deporte que era la pasión de los dominicanos como herramienta de seducción para sus fines reeleccionistas. Trujillo invitó a muchos beisbolistas negros de los EE. UU., donde no podían jugar con libertad por la discriminación de la época. Leroy Robert "Satchel" Paige, un jugador de la liga del negro, viajó al Caribe y América Latina, donde los equipos estaban integrados. Lanzó para un equipo organizado por Trujillo, quien estaba tratando de ganar popularidad, por lo que creó el Equipo Ciudad Trujillo. Le llegó a pagar a Paige hasta 30 000 dólares para que ganara el campeonato dominicano. Paige huyó de la República Dominicana con sus compañeros de equipo tras el cobro, por temor a represalias por parte de los enemigos de Trujillo.
Trujillo fue una persona dinámica y saludable. Médicamente, gozó de buena salud en general, pero sufrió de crónicas infecciones urinarias y, más tarde, problemas de próstata. En 1934, el doctor Georges Marion fue llamado desde París para realizarle tres procedimientos urológicos a Trujillo.
Con el tiempo Trujillo adquirió numerosos bienes. Su lugar favorito era «La casa de Caoba», cerca de San Cristóbal, y una casa en la playa de Najayo. Otros lugares de su propiedad que rara vez frecuentó, fueron Santiago, Constanza, La Cumbre, San José de las Matas, y muchos más. Además, tenía un penthouse en el hotel Embajador, en Santo Domingo.
Aunque Trujillo era nominalmente católico frente al público, su real devoción fueron las supersticiones.[cita requerida]

### Patrimonios adquiridos

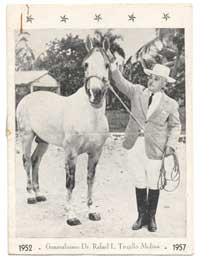
Trujillo en abril de 1946.

Trujillo utilizó el método de adquirir propiedades, fincas y otros negocios lucrativos a precios bajísimos fruto de la presión política. Esto fue fuente de preocupación para los sectores de la clase alta e inversionistas, que se aterrorizaban cuando Trujillo se interesaba en alguno de sus bienes. De estas y otras maneras Trujillo se adueñó de todo y mientras veía a la República Dominicana básicamente como un feudo privado, suyo y de su familia.
Trujillo y su familia amasaron una enorme riqueza. Adquirió propiedades incluyendo tierras ganaderas a gran escala y se vinculó a la producción de carne y leche, operaciones que pronto evolucionaron hacia el monopolio. Otras industrias de su propiedad fueron: azúcar, sal, tabaco, madera y lotería. Ya para 1937, el ingreso anual de Trujillo rondaba el millón y medio de dólares y en 1940 ya se había adueñado de la mayoría de las empresas dominicanas, creando un monopolio en el país. Para 1960 era dueño del 60 % de la industria azucarera dominicana.
Llegó a acumular una fortuna personal estimada en unos 800 millones de dólares, lo cual lo colocó entre los 6 hombres más ricos del mundo. En el momento de su muerte, en el país había más de 111 empresas de su propiedad.
De distintas maneras, logró concentrar a lo largo de su vida una gran parte de la economía dominicana en sus manos. Como ejemplo tenemos:
- Sal. En 1931 se adueñó de la producción y venta de sal. Esto le reportaba unos 400 000 pesos netos anuales.
- Carne, las que le proporcionaban ingresos anuales de unos 500 000 pesos.
- Arroz. Prohibió la importación de arroz y solo permitió el consumo del arroz criollo que distribuía una de sus empresas personales.
- Central Lechera.
- Compañía Anónima Tabacalera.
- Fábrica Dominicana de Calzados.
- Pinturas Dominicanas (PIDOCA).
- Ingenios Esperanza, Porvenir, Ozama, Amistad, Monte Llano, Barahona, Consuelo, Quisqueya, Boca Chica, Las Pajas, Santa Fe, Catarey y Río Haina.
- Seguros San Rafael.
- Licorera La Altagracia.
- Sociedad Industrial Dominicana.
- Refinadora de Aceite de Algodón.
- Molinos Dominicanos.
- Fábrica Dominicana de Cemento.
- Fábrica de Sacos y Cordelería.
- Fábrica de Vidrio.
- Industria Nacional del Papel.
- Atlas Comercial Co.
- Caribbean Motors.
- Compañía Dominicana de Aviación.
- Ferretería Read.
- Periódico La Nación.
- Industria Caobera.
- Aserradero Santelises.
- Naviera Dominicana.
- Industrias Nigua.
- Radio Caribe (desaparecida)
- Periódico El Caribe
- Radio HIN Tv (Rahintel)

## Culto a la personalidad

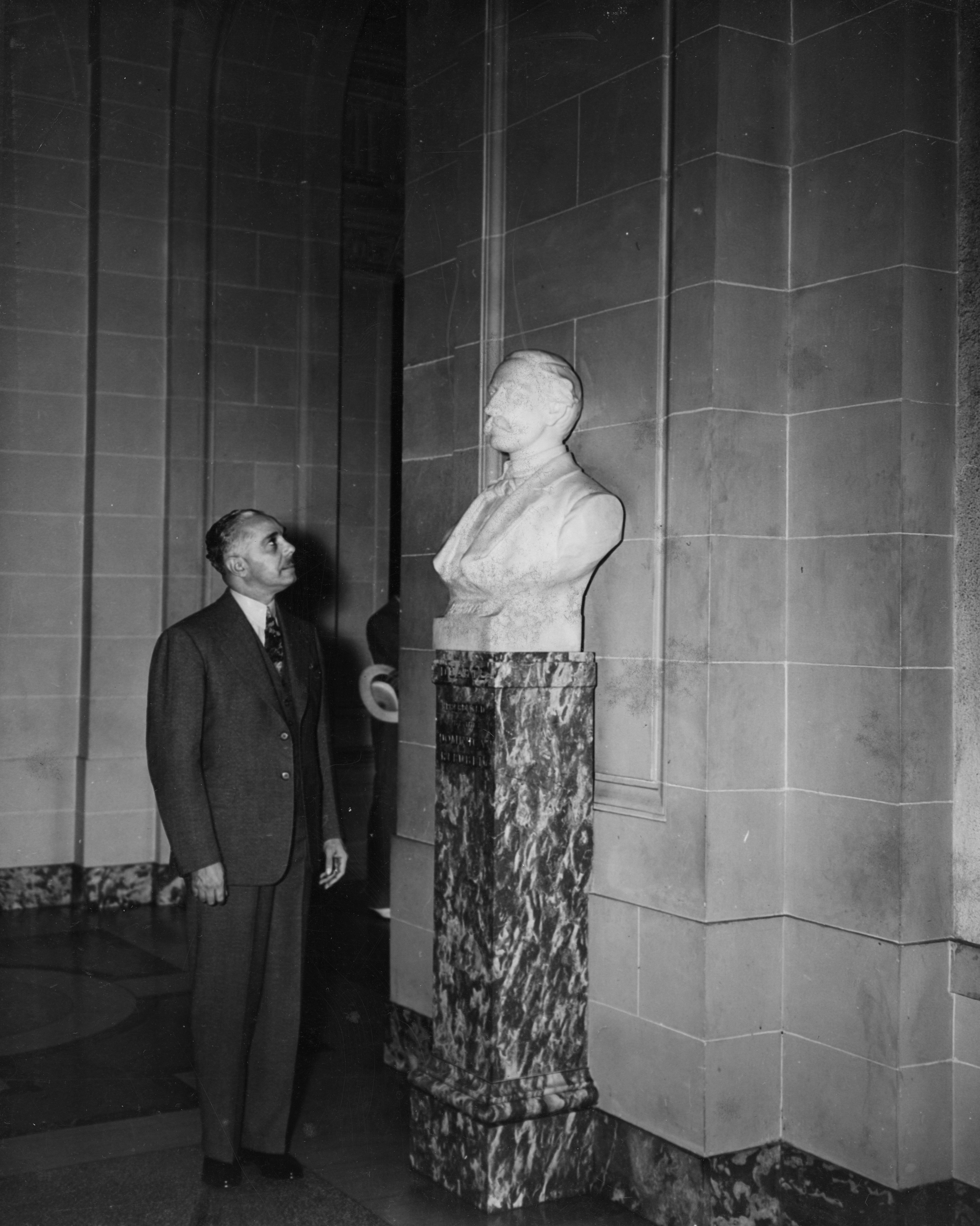
Trujillo ante un busto de Duarte.

Una de las piedras angulares del régimen de Trujillo lo constituyó el culto a su persona.
En 1936, a sugerencia de Mario Fermín Cabral, el Congreso aprobó por abrumadora mayoría cambiar el nombre de la capital Santo Domingo a Ciudad Trujillo. La provincia de San Cristóbal fue renombrada como "Provincia Trujillo", y el pico más alto del país, el pico La Pelona Grande (hoy Pico Duarte), fue renombrado "Pico Trujillo" en su honor.[cita requerida]
Las estatuas de "El Jefe" fueron producidas en masa y erigidas en toda la geografía del país, y los puentes y edificios públicos también fueron nombrados en su honor. Los periódicos del país escribían elogios para Trujillo, como parte de la portada, y en las matrículas vehiculares se incluyó el lema "¡Viva Trujillo!". En la capital del país se erigió un letrero de neón con el lema "Dios y Trujillo".[cita requerida]
Con el tiempo, incluso las iglesias fueron conminadas a publicitar el lema "Dios en el cielo, Trujillo en la tierra". Conforme pasó el tiempo, el orden de la frase se invirtió a "Trujillo en la Tierra, Dios en el Cielo".[cita requerida]
Trujillo llegó a ser recomendado para el Premio Nobel de la Paz por sus admiradores, pero el comité rechazó la sugerencia. Cuando Trujillo recibía (o llamaba) a un visitante, sus cuatro guardaespaldas disparaban hacia arriba.[cita requerida] Obligó a los intelectuales a escribir libros para después atribuirse su autoría.[cita requerida] Además, se adjudicó varios títulos honoríficos, tales como: Doctor, Licenciado, Padre de la Patria Nueva, Benefactor de la Patria, Protector de la Iglesia y muchos más. Para entrar en la universidad había que rendirle pleitesía y para graduarse en la misma fue requisito indispensable hacer confesión pública de fe trujillista.[cita requerida]

### Feria de la Paz
El 20 de diciembre de 1955 fue inaugurado un evento para celebrar los 25 años de la obra de gobierno de Trujillo denominado la Feria de la Paz y Confraternidad del Mundo Libre, donde fue coronada una de sus hijas como Angelita I, con un vestido que costó alrededor de 80 mil dólares. Además los organizadores de la feria proclamaron a la esposa de Trujillo, en esos momentos María Martínez Alba, como "escritora y filósofa", a pesar de que era semianalfabeta.
La feria le costó al Estado más de 30 millones de dólares, casi un tercio del presupuesto nacional de aquel tiempo. Ese gasto desproporcionado provocó una crisis económica de la que el régimen no se recuperó jamás.

### El desfile del millón
El 24 de octubre de 1960 y para celebrar el cumpleaños de Trujillo, sus colaboradores organizaron un evento llamado «El desfile del millón», en el que desfilaron cientos de personas de todos los sectores sociales. El principal objetivo del evento era reafirmar la popularidad de Trujillo y pedir su postulación para las elecciones de 1962, proyecto que quedó truncado por el magnicidio del dictador.

## Condecoraciones

### Dominicanas
- Collar de la Orden al Mérito Juan Pablo Duarte
- Collar de la Orden Heráldica de Cristóbal Colón
- Collar de la Orden de Trujillo
- Collar del Valor
- Gran Collar de la Paz
- Orden Militar de Heroísmo "Capitán General Pedro Santana" 7-1-56, dec. 4364, og# 9, 1956, e.n.
- Condecoración del "Benefactor de la Patria", según art. # 4149, de fecha 14-5-55, según decreto # 1360, f. 23-12-55, con una efectividad, og# 45-56.

### Extranjeras
- Caballero de honor y devoción de la Orden de Malta
- Caballero gran cruz de la Legión de Honor (Francia)
- Caballero gran cruz de la Orden de Carlos III (España)
- Caballero del collar de la Orden de Isabel la Católica (España)
- Caballero gran cruz de la Orden del Santo Sepulcro de Jerusalén (Santa Sede).
- Caballero gran cruz de la Orden de San Gregorio Magno (Santa Sede)
- Caballero gran cruz de la Orden de Pío IX (Santa Sede)
- Comendador de la Orden de la Corona de Italia
- Gran Cruz de la Orden Nacional de Honor y Mérito (Haití)
- Orden del Mérito de la República Federal de Alemania.[49]
- Gran cruz con brillantes de la Orden del Sol del Perú
- Orden de la República Española (España)
- Collar de la Orden al Mérito de Chile
- Collar de la Orden Mexicana del Águila Azteca (México)
- Gran cruz extraordinaria de la Orden de Boyacá (Colombia)
- Gran collar de la Orden del Libertador (Venezuela)
- Gran cruz de la Orden del Cóndor de los Andes (Bolivia)
- Gran cruz extraordinaria de la Orden del Mérito Libanés
- Gran cruz de la Orden del Mérito con banda de tres borlas (Ecuador)
- Gran cruz de la Orden de Vasco Núñez de Balboa (Panamá)
- Gran cordón del mérito de la caridad de la Orden Francesa de la Cruz de Sangre
- Gran cruz de la Orden de Honor y Mérito de la Cruz Roja Nacional (Cuba)
- Gran cordón rojo con bordes blancos de la Orden del Jade Brillante (República de China)
- 1.ª clase de la Orden del Mérito Naval (Cuba)
- Gran cruz de Medhula (Marruecos)
- Estrella de la Orden de Abdón Calderón (Ecuador)
- Gran cruz de la Orden Nacional al Mérito (Ecuador)
- Gran cruz de la Orden Nacional de la Cruz del Sur (Brasil)
- Gran cruz de la Orden Nacional del Mérito (Paraguay)
- Gran cruz de la Orden del León Neerlandés (Países Bajos)
- Medalla conmemorativa del vuelo Panamericano pro faro de Colon de Cuba.
- Medalla conmemorativa del primer centenario de la muerte del prócer Colombiano general Francisco de Paula Santander
- Collar de la Orden del Libertador San Martín (Argentina)
- Gran cordón especial de la Orden de la Nube Propicia (Taiwán)
- Gran placa de Honor y Mérito de la Cruz Roja Española
- Gran cruz de la Orden de Francisco Morazán (Honduras)
- Cruz de guerra con Hoja de Palma (Francia)
- Gran cruz de la Orden de San Pedro y San Pablo
- Gran collar de la Orden de Manuel Amador Guerrero (Panamá)
- Gran cordón de la Suprema Orden del Crisantemo, otorgado por el gobierno del Japón, con el grabado del emperador: medalla de honor de alfabetización
- Orden de los Pioneros de Liberia, publicado en El Caribe, en fecha 5-2-59.
- Gran cruz de la Orden Nacional de Mérito Carlos Manuel de Céspedes (Cuba; otorgamiento anulado en 1959).
- Gran collar de la Orden de Rubén Darío (Nicaragua; otorgamiento anulado en 1980).
- Medalla de oro de la Pan-American Society (Nueva York)
- Gran cruz de honor académico de la Academia internacional americana de Washington
- Condecoración de la Orden soberana y continental de mérito y honor de la unión Democrática Interamericana
- Medalla "Palmas de Oro de la Democracia", de la Legión Panamericana (México)
- Medalla de la Orden de la Estrella de honor al Mérito Rural del Instituto brasileño de propaganda y defensa del café

## Trujillo en los medios de comunicación
| Medio                    | Título                                                                  | Fecha de lanzamiento | Detalles |
| ------------------------ | ----------------------------------------------------------------------- | -------------------- | --- |
| Libro                    | La era de Trujillo: un estudio casuístico de dictadura hispanoamericana | 1956                 | Libro escrito por Jesús de Galíndez, quien fue secuestrado durante la era de Trujillo en Nueva York. |
| Libro                    | Cisne. Yo fui espía de Franco                                           | 1977                 | Autobiografía escrita por Luis M. González-Mata, espía español que estuvo en el servicio de seguridad de Trujillo en la República Dominicana en sus últimos años en el poder. |
| Libro                    | Galíndez                                                                | 1990                 | Libro escrito por Manuel Vázquez Montalbán, libro de ficción, es la crónica de una investigación sobre el secuestro, tortura y asesinato de Jesús Galíndez. |
| Documental               | Trujillo: El poder del jefe I                                           | 1991                 | Dirigido por René Fortunato. |
| Documental Libro         | Trujillo: El poder del jefe II En el tiempo de las mariposas            | 1994                 | Dirigido por René Fortunato. Julia Álvarez, escritora estadounidense de ascendencia dominicana. Libro de ficción que cuenta la historia del asesinato de las hermanas Mirabal por Trujillo. |
| Documental               | Trujillo: El poder del jefe III                                         | 1996                 | Dirigido por René Fortunato. |
| Libro                    | La fiesta del Chivo                                                     | 2000                 | Libro de Mario Vargas Llosa, ambientado en la República Dominicana donde retrata el asesinato del dictador dominicano y sus secuelas, desde dos puntos de vista de generaciones diferentes: durante e inmediatamente después del asesinato, en mayo de 1961, y treinta años más tarde, en 1996. |
| Película para televisión | En el tiempo de las mariposas                                           | 2001                 | Dirigida por Mariano Barroso, Trujillo interpretado por Edward James Olmos. Salma Hayek interpreta a Minerva Mirabal. Basada en la novela de Julia Álvarez. |
| Película                 | El Misterio Galíndez                                                    | 2003                 | Gerardo Herrero dirigió El misterio Galíndez, una película sobre Jesús de Galíndez Suárez, militante del PNV y diplomático vasco que desapareció en 1956; supuestamente a causa de su oposición al régimen de Trujillo. |
| Película                 | La fiesta del Chivo                                                     | 2005                 | Dirigida por Luis Llosa, Trujillo interpretado por Tomás Milián. Adaptación del libro del mismo nombre. |
| Libro                    | La maravillosa vida breve de Óscar Wao                                  | 2007                 | Junot Díaz, nativo de Santo Domingo escribió este libro ganador del premio Pulitzer que trata sobre una familia dominico-estadounidense. El libro es un relato ficticio de las desgracias que la familia sufrió como resultado de las atrocidades del régimen de Trujillo. |
| Libro                    | Vivas en su jardín                                                      | 2009                 | Dedé Mirabal, la cuarta de las hermanas Mirabal, cuenta la verdadera historia de sus hermanas y su lucha por la libertad dominicana. |
| Película                 | El Teniente Amado                                                       | 2013                 | El largometraje recrea la vida del teniente Amado García Guerrero, uno de los ajusticiadores del dictador Rafael Leónidas Trujillo Molina. Fue el único militar activo participante en la conjura y fue quien ofreció al grupo de complotados información sobre la salida del sátrapa a San Cristóbal, con seguridad reducida a un chofer. También participó en el ajusticiamiento y posteriormente fue asesinado por los agentes de la ya decapitada dictadura. |
| Película                 | Trópico de sangre                                                       | 2010                 | Dirigida por Juan Delancer, Trujillo interpretado por Juan Fernández. La película se centra en la vida de Minerva Mirabal y cuenta la verdadera historia de cómo ella y sus hermanas se atrevieron a manifestarse contra el dictador Rafael Trujillo, por lo que fueron asesinadas en 1960. La película detalla de cómo este delito llevó al asesinato de Trujillo.                                                                                              |
| Documental               | Trujillo 31 Años de Historia Perdida                                    | 2010                 | Dirigida por la Fundación Rafael Leónidas Trujillo Molina, uno de los pocos documentales pro-dictadura. |
| Telenovela               | El chivo                                                                | 2014                 | Producida por RTI y Televisa. Emitida originalmente en UniMás. Basada en la novela La fiesta del Chivo, de Mario Vargas Llosa, y adaptada para la televisión por Kiko Oliveri. Trujillo es interpretado por el actor mexicano Julio Bracho. |

### Canciones alusivas a su régimen
| Canción                  | Intérprete(s)                                   |
| ------------------------ | ----------------------------------------------- |
| Najayo                   | Rafael Martínez                                 |
| Salve San Cristóbal      | Rafael Martínez                                 |
| Recogiendo limosna       | Super Orquesta San José                         |
| Era gloriosa             | Rafael Martínez                                 |
| La manigua               | Rafael Martínez                                 |
| Se acabó la ñoñería      | Toño Abréu                                      |
| San Rafael               | Vinicio Franco                                  |
| Mataron al Chivo         | Negrito Macabí con la orquesta de Antonio Morel |
| Padre de la Patria       | ?                                               |
| La voz del Jefe          | ?                                               |
| Seguiré a caballo        | Rafael Martínez                                 |
| La miseria               | Rafael Martínez                                 |
| Nuevo Candidato          | Rafael Martínez                                 |
| Déjalos que lleguen      | ?                                               |
| Entre hermanos           | Joseito Mateo y la Super Orquesta San José      |
| Trujillo y Franco        | Joseito Mateo y la Super Orquesta San José      |
| A bailar merengue        | Xavier Cugat y su orquesta                      |
| Del 30 al 52             | ?                                               |
| Escuadrón de Caza Ramfis | ?                                               |
| Llegó                    | Rafael Martínez                                 |
| El retorno de Trujillo   | ?                                               |
| El Catarey               | Rafael Martínez                                 |
| Se acabó la bulla        | ?                                               |
| Con Trujillo             | Rafael Martínez                                 |